# Розмагнічувальний апарат

Розмагнічувальний апарат

Розмагнічувальний апарат (рос. размагничивающий аппарат, англ. demagnetizing device, нім. Entmagnetisierungsgerät n) — у технології збагачення корисних копалин — належить до допоміжних апаратів при магнітному збагаченні. Апарат для магнітної обробки пульпи, в якому знімається залишкова намагніченість магнітних частинок і руйнуються магнітні флокули.
Розмагнічувальні апарати відрізняються від намагнічувальних тим, що напруженість поля підвищується спочатку, а потім меншає по довжині апарата, весь час змінюючи свій напрям. Багаторазове циклічне перемагнічування агрегатів частинок у змінному полі, амплітуда напруженості якого зменшується в напрямі їх переміщення разом з пульпою, зумовлює дефлокуляцію, тобто руйнування флокул. Тиристорний Р.а. типу «центральна труба» (рис.) має продуктивність 50–80 т/год, напруженість магнітного поля 40 кА/м.
Апарати для розмагнічування застосовують для руйнування флокул сильномагнітних частинок (дефлокуляції), оскільки наявність магнітних флокул утруднює процеси класифікації і фільтрування.